# Psychotria azuensis
Psychotria azuensis är en måreväxtart som beskrevs av Brother Alain. Psychotria azuensis ingår i släktet Psychotria och familjen måreväxter. Inga underarter finns listade i Catalogue of Life.